# Bob Strauch
Robert „Bob“ Strauch (* 1913 in Saarbrücken; † 1978) war ein deutscher Grafiker, Karikaturist und Zeichner.

## Leben
Strauch besuchte von 1930 bis 1933 die Maler- und Gebrauchsgraphikerklasse der Kunstgewerbeschule Saarbrücken und studierte bei Oskar Trepte, Adolf Bauer und Fritz Grewenig. Er fertigte unter anderem für die sozialdemokratische Volksstimme NS-kritische Karikaturen an. Nach der Saar-Abstimmung im Jahr 1935 ging er ins französische Exil und trat in die Fremdenlegion ein, mit der er in Algerien kämpfte. Durch die Kollaboration Vichy-Frankreichs mit Deutschland kam er 1940 ins Deutsche Reich zurück und wurde vom Volksgerichtshof in Stuttgart wegen Landes- und Hochverrates angeklagt. Die Klage wurde fallen gelassen und Strauch wurde zu einem Kriegseinsatz in Erwin Rommels Strafkompanie nach Afrika abgestellt und geriet in englische Kriegsgefangenschaft.
Im Jahr 1947 kehrte er nach Saarbrücken zurück und arbeitete dann als Gebrauchsgraphiker und Pressezeichner. Eine seiner ersten Arbeiten waren die Wahlplakate für die Demokratische Saarländische Volkspartei. Im Jahr 1948 gründete er mit Bruno Koppelkamm und Roland Stigulinszky das Satiremagazin „Der Tintenfisch“ und war dort bis 1952 als Karikaturist tätig. Von 1956 bis 1978 war er auch als Kunsterzieher an der Marienschule tätig. In dieser Zeit zeichnete er unter anderem die Plakate für den Premabüba. Außerdem schuf er zahlreiche Zeichnungen für die Zeitschrift Schacht und Heim.
Einen Teil seines künstlerischen Nachlasses bewahrt seit 1992 das Historische Museum Saar auf.

## Familie
Strauch war mit der Keramikerin Beate Strauch verheiratet. Der Jazz-Schlagzeuger Oliver Strauch ist sein Sohn.

## Ehrungen
- Bob-Strauch-Platz vor dem Bahnhof Saarbrücken-Burbach[4]